# Władysław Żmuda
Władysław Antoni Żmuda, né le 6 juin 1954 à Lublin, est un footballeur international polonais.
Il évoluait au poste de défenseur. Il est le joueur polonais à avoir disputé le plus de matches en phase finale de Coupe du monde (21 matchs).

## Carrière

### En club
Władysław Żmuda a commencé sa carrière au Motor Lublin, dès l'âge de 12 ans. Avant même de disputer le moindre match avec l'équipe première, il rejoint en 1972 le Gwardia Varsovie, et fait ses débuts dans le championnat. Après avoir obtenu une place de troisième, Żmuda a l'occasion de découvrir la Coupe UEFA. Varsovie atteint le second tour, battue par le Feyenoord Rotterdam, futur vainqueur de l'épreuve. En 1974, il arrive au Śląsk Wrocław, club aux ambitions plus élevées. Deux saisons après son départ de Varsovie, Żmuda obtient le premier titre de sa carrière, remportant la Coupe de Pologne. Un an plus tard, il termine premier du championnat, à trois points du Widzew Łódź. C'est ce club que découvre le joueur en 1980, et qui lui donne deux nouveaux titres de champion de Pologne, en 1981 et en 1982. 

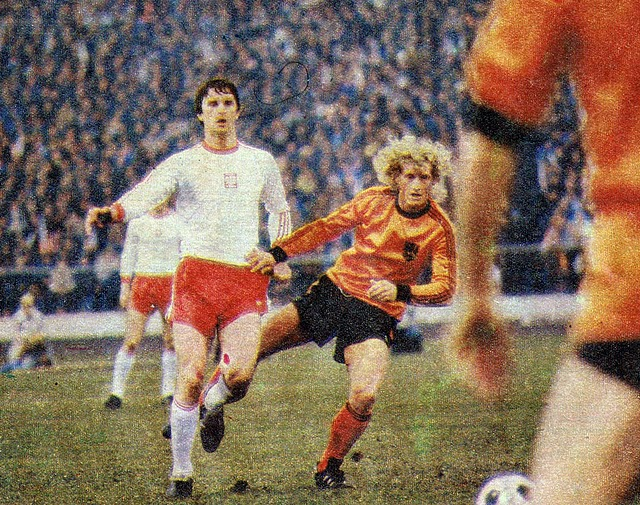
Żmuda, à gauche, avec le maillot polonais.

Joueur reconnu en Pologne, Żmuda tente l'exode en Italie en 1982, et rejoint l'Hellas Vérone, bon club qui vise le haut de tableau de la Serie A. Mais loin de son pays, Władysław Żmuda ne parvient pas à s'intégrer à son nouveau club, barré par Roberto Tricella et Luciano Marangon, et voit du banc de touche Vérone finir aux 4e et 8e places. Au fond du gouffre, il signe pour la fin de la saison 1983/84 au Cosmos New York, succédant à plusieurs grands noms du football comme Pelé ou Beckenbauer, présent un an avant.
Approchant de la fin de sa carrière, il retourne en Italie, cette fois-ci à l'US Cremonese. Pour ses débuts au club, il vit une saison cauchemardesque, qui voit Cremonese terminer à la dernière place, et donc descendre en Serie B. Après deux autres années moyennes, Władysław Żmuda décide de mettre un terme à sa carrière, à 33 ans.

### Palmarès
- Vainqueur de la Coupe de Pologne : 1976
- Champion de Pologne : 1977, 1981 et 1982
- Finaliste de la Coupe d'Italie : 1983 et 1984

### Carrière internationale
- International polonais (86 sélections, 2 buts)[2]
- Troisième de la Coupe du monde de 1974 et 1982
- A participé à la Coupe du monde de 1974 (7 matches), de 1978 (6 matches), de 1982 (7 matches) et de 1986 (1 match)[3]
- Médaillé d'argent des Jeux olympiques de 1976

### Buts en sélections
| Buts | Date          | Lieu            | Adversaire | Resultat | Compétition |
| ---- | ------------- | --------------- | ---------- | -------- | ----------- |
| 1.   | 5 avril 1978  | Poznań, Pologne | Grèce      | 5-2      | Amical      |
| 2.   | 17 avril 1985 | Opole, Pologne  | Finlande   | 2-1      | Amical      |

### En tant qu'entraîneur
Il est diplômé de l'Académie d'éducation physique à Wrocław, et de l'Ecole Internationale des entraîneurs en Italie. 
Le 20 mars 2009, il est nommé sélectionneur des moins de 16 ans polonais.